# Kahrīz-e Soflá
Kahrīz-e Soflá (persiska: کهریز سفلی) är en ort i Iran.   Den ligger i provinsen Kermanshah, i den västra delen av landet, 400 km väster om huvudstaden Teheran. Kahrīz-e Soflá ligger 1 450 meter över havet och antalet invånare är 168.
Terrängen runt Kahrīz-e Soflá är kuperad västerut, men österut är den platt. Kahrīz-e Soflá ligger nere i en dal.Runt Kahrīz-e Soflá är det ganska tätbefolkat, med 185 invånare per kvadratkilometer. Närmaste större samhälle är Sarv-e Nāv-e Soflá, 4,4 km nordost om Kahrīz-e Soflá. Omgivningarna runt Kahrīz-e Soflá är i huvudsak ett öppet busklandskap.